# Battaglia del crinale di Aubers
La battaglia del crinale di Aubers fu un'offensiva condotta dall'esercito britannico sul Fronte occidentale durante la prima guerra mondiale.

## Antefatti
La battaglia fu la parte iniziale, condotta dalle forze britanniche, dell'offensiva anglo-francese nota come "seconda battaglia dell'Artois". Il comandante in capo francese, il generale Joseph Joffre, aveva domandato al comandante della British Expeditionary Force, il generale John French, se le unità britanniche avrebbero potuto fornire del supporto a un'offensiva francese che avrebbe avuto inizio nella piana di Douai verso la fine di aprile o l'inizio di maggio del 1915. Gli obiettivi primari di questa operazione erano la cattura delle alture di Notre Dame de Lorette e del crinale di Vimy.
La First Army inglese era posizionata più a nord, tra i comuni di La Bassée e Ypres (in Belgio). Si decise che le forze britanniche avrebbero attaccato nella metà sud della loro linea del fronte, nelle vicinanze del villaggio di Laventie. Il loro obiettivo in quell'area, piatta e con un terreno dotato di scarsa capacità di drenaggio, era il "crinale di Aubers", una zona di 2-3 chilometri in cui il profilo del suolo saliva leggermente a sud delle linee Alleate, caratterizzata dalla presenza di tre villaggi: Aubers, Fromelles e Le Maisnil. Questa zona era stata teatro, due mesi prima, della battaglia di Neuve Chapelle.
La battaglia segnò il secondo utilizzo delle Royal Engineer tunnelling companies, unità specializzate nella guerra di mina, che posizionarono un certo numero di mine sotto il livello del terreno per distruggere, quando sarebbe giunta l'ora 0, le linee difensive nemiche, attraverso l'uso di tunnel e una grande quantità di esplosivo.

## La battaglia
Il 9 maggio sul fronte occidentale le truppe francesi attaccarono le posizioni tedesche sul crinale di Vimy. Era il primo tentativo congiunto anglo-francese di fare breccia nelle fortificazioni tedesche. L'artiglieria francese aprì il fuoco, bombardarono per cinque ore le postazioni tedesche con gli shrapnel. Dopo due minuti i soldati uscirono dalle trincee, avanzando di corsa nella terra di nessuno. Percorso un migliaio di metri, arrivarono davanti al primo reticolato tedesco, rimasto intatto. I soldati tentarono di aprirsi un varco con le cesoie, sotto il fuoco nemico. I superstiti avanzarono fino al secondo reticolato. Alla fine raggiunsero l'obbiettivo mentre i tedeschi si ritiravano verso le linee meglio difese. Alcuni reparti avanzarono per 5 chilometri, fino ai villaggi di Vimy e Givenchy, dove finirono sotto il fuoco della loro artiglieria. Quel 9 maggio anche gli inglesi andarono all'assalto, di fronte Fromelles e La Bassée, per conquistare il crinale di Aubers che non erano riusciti a prendere due mesi prima, durante la battaglia di Neuve-Chapelle. Per l'indispensabile bombardamento preliminare l'artiglieria riuscì a condurre un tiro sostenuto per circa quaranta minuti. Tuttavia le bombe che cadevano sulle linee tedesche erano difettose, troppo leggere per demolire le trincee tedesche e addirittura finte: di fabbricazione statunitense, erano state riempite di segatura anziché di esplosivo. Di conseguenza quando i soldati uscirono dalle trincee, mentre il fumo delle esplosioni si diradava, le mitragliatrici tedesche aprirono il fuoco contro i soldati inglesi e indiani schierati uno di fianco all'altro. Quel 9 maggio si trasformò in una tragica giornata e per di più i soldati feriti caduti nella terra di nessuno divenivano vittime della loro stessa artiglieria. Dopo quel primo infelice attacco, mentre correvano per ripararsi nelle proprie trincee, i soldati inglesi vennero bersagliati alle spalle dai tedeschi e poiché portavano con sé numerosi prigionieri i compagni scambiarono la loro ritirata per un contrattacco nemico, finirono dunque in un fuoco incrociato, pochi sopravvissero.
Qualche ora dopo il generale Haig diede ordine di riprendere l'attacco, a quell'ordine il comandante del contingente indiano, generale Willcocks, protestò. Il generale Gough comandante della settima divisione, comunicò a sua volta a Haig che un altro attacco sarebbe stato fallimentare. Tuttavia Haig diede retta al generale Haking, comandante della prima divisione deciso anche lui di riprendere l'attacco. A questo punto gli inglesi uscirono di nuovo dalle trincee, ma furono sterminati dalle mitragliatrici tedesche. Haig, ancora deciso a conquistare il crinale, diede l'ordine di un altro attacco a oltranza per il tramonto. I comandanti manifestarono nuovamente dissenso. Il giorno successivo l'offensiva fu annullata perché l'artiglieria non aveva sufficienti munizioni.
Nel primo giorno, che sarebbe stato anche l'ultimo, caddero 458 ufficiali e 11 161 soldati. Gli episodi di eroismo furono numerosi e vennero assegnati quattro Victoria Cross.
(Da La grande storia della prima guerra mondiale di Martin Gilbert)

## Decorati
Per le azioni compiute durante questo scontro, furono assegnate quattro Victoria Cross ad altrettanti soldati:
- David Finlay, del Black Watch (Royal Highlanders) Regiment;
- John Ripley, del Black Watch (Royal Highlanders) Regiment;
- Charles Sharpe,  del Royal Lincolnshire Regiment;
- James Upton, degli Sherwood Foresters.